# William Morris Hughes
Billy Hughes (William Morris Hughes 25 tháng 9 năm 1862 - 28 tháng 10 năm 1952) là một nhà chính trị Úc. Ông là thủ thướng thứ 7 của Úc. Thời gian đảm nhận chức vụ thủ tướng của ông từ ngày 27 tháng 10 năm 1915 đến ngày 9 tháng 2 năm 1923, kéo dài trong 7 năm 3 tháng 14 ngày. Ông thuộc Đảng Lao động Úc và Đảng Dân tộc Úc.
Ông được biết đến với vai trò lãnh đạo đất nước trong Thế chiến thứ nhất. , nhưng ảnh hưởng của ông đối với nền chính trị quốc gia kéo dài vài thập kỷ. Hughes là thành viên của quốc hội liên bang  từ Liên bang vào năm 1901 cho đến khi ông qua đời, người duy nhất đã phục vụ hơn 50 năm. Ông đại diện cho sáu đảng phái chính trị trong suốt sự nghiệp của mình, lãnh đạo năm đảng, đứng đầu bốn đảng và bị khai trừ khỏi ba đảng.

Hughes sinh ra ở London với cha mẹ là người xứ Wales . Anh di cư đến Úc năm 22 tuổi, và tham gia vào phong trào lao động non trẻ của Úc. Ông được bầu vào Hội đồng Lập pháp New South Wales năm 1894,  với tư cách là thành viên của Đảng Lao động New South Wales , và sau đó được chuyển sang Quốc hội liên bang mới vào năm 1901. Hughes kết hợp sự nghiệp chính trị ban đầu của mình với các nghiên cứu pháp lý bán thời gian. , và được gọi đến quán bar vào năm 1903. Ông lần đầu tiên gia nhập nội các vào năm 1904, trong Chính phủ Watson tồn tại trong thời gian ngắn , và sau đó là Tổng chưởng lý của Úc trong mỗi Andrew Fishercủa các chính phủ. Ông được bầu làm phó lãnh đạo Đảng Lao động Úc vào năm 1914. 